# Liste der Kulturdenkmale in Dersau
In der Liste der Kulturdenkmale in Dersau sind alle Kulturdenkmale der schleswig-holsteinischen Gemeinde Dersau (Kreis Plön) und ihrer Ortsteile aufgelistet (Stand: 10. März 2025).

## Legende
In den Spalten befinden sich folgende Informationen:
- Objekt-ID: die Nummer des Kulturdenkmales
- Lage: die Adresse des Kulturdenkmales und die geographischen Koordinaten. Kartenansicht, um Koordinaten zu setzen. In der Kartenansicht sind Kulturdenkmale ohne Koordinaten mit einem roten Marker dargestellt und können in der Karte gesetzt werden. Kulturdenkmale ohne Bild sind mit einem blauen Marker gekennzeichnet, Kulturdenkmale mit Bild mit einem grünen Marker.
- Offizielle Bezeichnung: Bezeichnung des Kulturdenkmales
- Beschreibung: die Beschreibung des Kulturdenkmales
- Bild: ein Bild des Kulturdenkmales

## Bauliche Anlagen
| Objekt-ID | Lage                                     | Offizielle Bezeichnung       | Beschreibung | Bild |
| --------- | ---------------------------------------- | ---------------------------- | --- | ---- |
| 15        | Redderberg 4 (54° 7′ 3″ N, 10° 20′ 8″ O) | Wohn- und Wirtschaftsgebäude | Wohn- und Wirtschaftsgebäude; 1864; eingeschossiger Backsteinbau auf winkelförmigem Grundriss mit reetgedecktem Walmdach und Giebelrisalit - Begründung: geschichtlich, städtebaulich, Kulturlandschaft prägend - Schutzumfang: gesamtes Objekt - Denkmaltyp: Bauliche Anlage | BW   |

## Quelle
- Liste der Kulturdenkmale in Schleswig-Holstein – Kreis Plön (PDF)

- Karte mit allen Koordinaten:
- OSM |
- WikiMap